# Trockismus

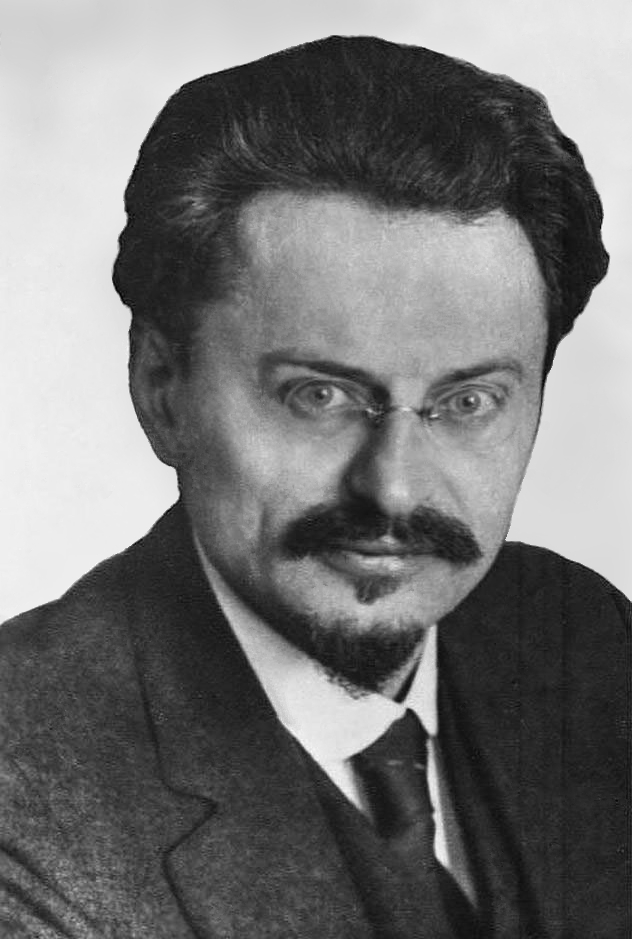
Lev Davidovič Trockij, podle kterého je odnož pojmenována.

Trockismus je odnož marxismu v podání Lva Davidoviče Trockého. Trockij byl v roce 1905 zvoleným předsedou petrohradského sovětu a po říjnové revoluci a za občanské války tvůrcem a velitelem Rudé armády. Trockismus se profiloval jako kritická protiváha stalinismu – ideologie a politiky Stalina. Po upevnění Stalinovy moci koncem dvacátých let Trockij emigroval a v exilu byl zavražděn Stalinovými agenty. V Sovětském svazu se z něho stal symbol odpadlictví od marxismu-leninismu, státní ideologie Sovětského svazu i dalších států tzv. Východního bloku.
V oblasti ideologie se trockismus liší zejména v pojetí socialistické revoluce, která má být v návaznosti na Marxe a Engelse permanentní revolucí a probíhat ve všech státech, dokud nebude kapitalismus poražen. Naopak ideologie stalinismu preferuje odložení světové revoluce a budování socialismu v jedné zemi a navazuje na dílo Lenina, který vysvětloval specifické podmínky revoluce v průmyslově zaostalém Rusku, které neodpovídaly teoriím Marxe a Engelse.
Lev Trockij se zabýval i kritikou Stalinovy politiky. Domníval se, že v SSSR vznikla byrokratická kasta, která vládne místo pracující třídy. V souladu s myšlenkami marxismu se Trockij domníval, že tyto byrokratické elity zákonitě vytvářejí podmínky směřující proti zájmům lidí. Také vystupoval proti Stalinově teorii socialismu v jedné zemi.
Jedno z dalších rozpracování myšlenek Trockého přinesl Tony Cliff. Domníval se, že ve východním bloku neexistuje žádná forma socialismu, ale státní kapitalismus. Tony Cliff také tvrdí, že skutečnou revoluční silou ve východním bloku tedy nebyly komunistické strany, ale hnutí zdola, například polský odborový svaz Solidarita.